# Sergei Michailowitsch Schachrai

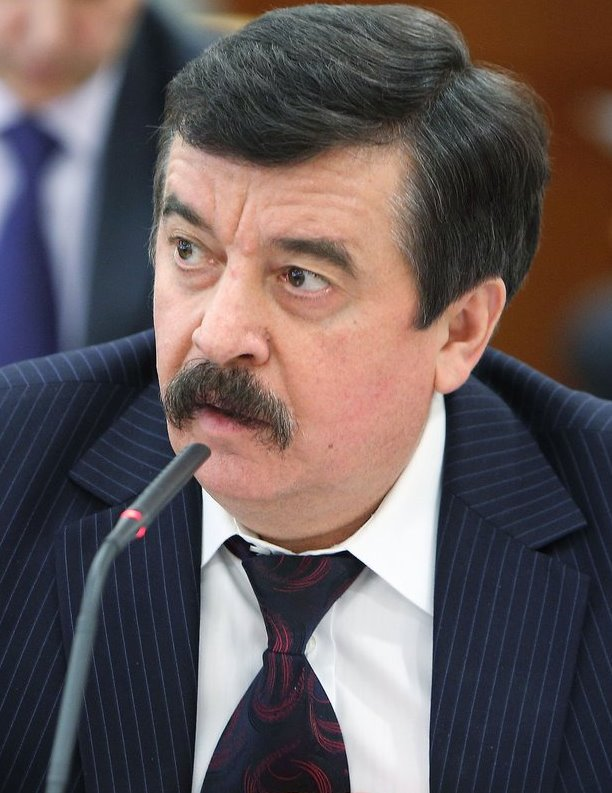
Sergei Michailowitsch Schachrai (2014)

Sergei Michailowitsch Schachrai (russisch Сергей Михайлович Шахрай; * 30. April 1956 in Simferopol) ist ein russischer Jurist, Staatsrechtler und Hochschullehrer.

## Leben
Schachrai stammt von Terek-Kosaken ab. Sein Vater war Luftwaffenpilot, der nach seiner Entlassung aufgrund eines Unfalls in seine heimatliche Staniza Soldatskaja im Rajon Prochladny in Kabardino-Balkarien zurückkehrte und 30 Jahre lang den Kolchos leitete. Schachrai schloss den Schulbesuch mit einer Goldmedaille ab.
Schachrai studierte an der juristischen Fakultät der Universität Rostow am Don (RGU) mit Abschluss 1978 in der Fachrichtung Staatswissenschaften. Es folgte die Aspirantur an der Lomonossow-Universität Moskau (MGU). 1981 verteidigte er dort seine Kandidat-Dissertation über den Einfluss der föderalen Natur der Tschechoslowakei auf die Organisation und Tätigkeit der Föderationsversammlung. 1982 wurde er Assistent an der juristischen Fakultät der MGU. 1987–1990 leitete er das Laboratorium für Rechtsinformatik und Kybernetik der MGU. 1988–1991 war er Mitglied der KPdSU.
1989 wurde Schachrai Berater im Komitee für Gesetzgebung des Obersten Sowjets der UdSSR. Von März 1990 bis Dezember 1992 war er Volksdeputierter für den zentralen Wahlkreis der Oblast Moskau im Volksdeputiertenkongress. Er schloss sich der Deputiertengruppe Smena (Wechsel) an und wurde dann Gründer und Führer der Gruppe Linkes Zentrum. Von Juli 1990 bis November 1991 war er Vorsitzender des Komitees für Gesetzgebung des Obersten Sowjets der RSFSR. Von Juli 1991 bis Juni 1992 war er Regierungsberater für Rechtspolitik. Dazu war er Mitglied des Staatsrats beim Präsidenten der RSFSR. Am 8. Dezember 1991 wirkte er bei der Erarbeitung und Niederschrift der Białowieżaer Erklärung der RSFSR, der Ukraine und von Belarus zur Auflösung der Sowjetunion und Bildung der Gemeinschaft Unabhängiger Staaten mit. Am 12. Dezember 1991 stimmte er im Obersten Sowjet für die Ratifizierung der Białowieżaer Erklärung zur Auflösung der Sowjetunion.
Am 20. April 1992 ernannte Boris Nikolajewitsch Jelzin Schachrai zum Vizeministerpräsidenten der Russischen Föderation (RF). Er war zuständig für Fragen der Rechtspolitik der RSFSR während der Wirtschaftsreformen und für die Kontrolle des Justizministeriums und des Innenministeriums der RSFSR. Am 11. November 1992 ernannte Jelzin Schachrai zum Vorsitzenden des Regierungskomitees für Nationalitätenpolitik. Vom 11. November bis zum 17. Dezember 1992 leitete er kommissarisch die Verwaltung auf den Gebieten der Nordossetischen Autonomen Sozialistischen Sowjetrepublik und der Republik Inguschetien.
Im Mai 1993 wurde Schachrai offizieller Vertreter des Präsidenten der Russischen Föderation in der Verfassungskommission des Volksdeputiertenkongresses der Russischen Föderation. Er gilt als einer der Autoren der Verfassung der Russischen Föderation neben Anatoli Alexandrowitsch Sobtschak, Sergei Sergejewitsch Alexejew und Leonid Solomonowitsch Mamut.
Im Juni 1993 gründete Schachrai die Partei der russischen Einheit und Zustimmung, die bei der Dumawahl 1993 6,7 %, 1995 nur noch 0,4 % der Stimmen erhielt und später nicht mehr antrat und mit der er im Dezember 1993 in die Duma der RF einzog. Von Januar bis Mai 1994 war er Minister für Nationalitäten- und Regionalpolitik der RF. Von April 1994 bis Januar 1996 war er Vizeministerpräsident der RF. Im Dezember 1995 wurde er als Direktkandidat der Oblast Rostow in die Duma der RF gewählt. Von Dezember 1996 bis Juni 1998 war er Bevollmächtigter Vertreter des Präsidenten der RF im Verfassungsgericht der Russischen Föderation. 1997 wurde Schachrai zum Wirklichen Staatsrat 1. Klasse der Russischen Föderation befördert.
Im November 2000 wurde Schachrai Direktor des Forschungsinstituts für Systemanalyse des Rechnungshofes der RF und Vizeverwaltungsleiter des Rechnungshofes. 2004–2013 war er Verwaltungsleiter des Rechnungshofes der RF.
2004 schloss Schachrai ein Studium an der Moskauer Finanzakademie der Regierung der Russischen Föderation ab. 2005 verteidigte er an der St. Petersburger Universität des Innenministeriums der Russischen Föderation seine Doktor-Dissertation über Föderalismus und Verfassungsrecht. Es folgte die Ernennung zum Professor. Er ist Professor am Staatlichen Moskauer Institut für Internationale Beziehungen und an der Moskauer Universität des russischen Innenministeriums sowie Dekan der Hochschule für Wirtschaftsprüfung der MGU. Die Ergebnisse seiner wissenschaftlichen Arbeit veröffentlicht er in diversen Fachzeitschriften. Das Verfassungsrecht blieb ein Arbeitsschwerpunkt. Er ist Vorsitzender des Rats der Direktoren der russisch-chinesischen Universität MGU-PPI in Shenzhen der MGU und des Pekinger Polytechnischen Instituts (PPI).
Schachrai wurde 2005 Präsident der Nationalen Badminton-Föderation Russlands.

## Ehrungen
- Medaille „Dem Verteidiger des freien Russlands“ (1994)
- Verdienter Jurist der RF (1995)
- Wirklicher Staatsrat der RF I. Klasse (1997)
- Verdienstorden für das Vaterland IV. Klasse (2008)
- Orden des Heiligen Sergius von Radonesch III. Klasse der Russisch-Orthodoxen Kirche (2011)[20]
- Orden der Freundschaft (2014)